# Sofiène Chaâri
Sofiène Chaâri (arabe : سفيان الشعري), né le 31 juillet 1962 et mort le 22 août 2011 à La Marsa, est un acteur, humoriste et animateur de télévision tunisien, connu pour son rôle de Sboui dans la série télévisée Choufli Hal.

## Biographie

### Jeunesse
Fils de Habib Chaâri, acteur et producteur de cinéma, Sofiène Chaâri commence sa carrière comme technicien et régisseur à la troupe de la ville de Tunis où son père est actif, avant de se tourner vers la comédie à la télévision et au théâtre où il interprète différents rôles.

### Carrière
À la télévision, il joue dans les séries Mnamet Aroussia, Chez Azaïez, et Loutil. En 2005, il obtient le rôle de Sboui dans la série télévisée Choufli Hal, rôle qui le rend populaire auprès du public tunisien. Il y joue aux côtés de Mouna Noureddine et Kamel Touati. Il anime également une émission pour enfants, le Sofiène show, diffusée sur la télévision nationale.
Au théâtre, il tient les rôles principaux dans les pièces Comidino, Saâdoun 28 et Le Maréchal.
Le 27 mai 2005, il est fait officier de l'Ordre du Mérite culturel par le président de la République lors de la Journée nationale de la Culture.
Il joue par ailleurs dans la section de rugby à XV du Club africain.

### Décès
Le 22 août 2011 peu avant minuit, il meurt dans une clinique de La Marsa à la suite d'une crise cardiaque. Il est inhumé le lendemain dans un cimetière de La Manouba.

## Filmographie

### Cinéma
- 1998 : Festin (court métrage) de Mohamed Damak
- 2004 : Deadlines de Ludi Boeken et Michael A. Lerner
- 2004 : Parole d'hommes de Moez Kamoun (ar)
- 2006 : Making of de Nouri Bouzid
- 2011 : Always Brando (en) de Ridha Béhi

### Télévision

#### Séries
- 1997 : El Khottab Al Bab (invité d'honneur de l'épisode 15 de la saison 2) de Slaheddine Essid, Ali Louati et Moncef Baldi
- 1998 : Îchqa wa Hkayet de Slaheddine Essid, Mohamed Mongi Ben Tara et Ali Louati : Essebti
- 1999 : Anbar Ellil de Fethi Mselmani : Rouge
- 2000 : Mnamet Aroussia de Slaheddine Essid : Abd Razzek (vendeur de fleurs)
- 2001 : Malla Ena d'Abdelkader Jerbi
- 2003 : Chez Azaïez de Hatem Bel Haj : Sadok
- 2004 : Loutil de Slaheddine Essid : Stoukou
- 2005-2009 : Choufli Hal de Slaheddine Essid et Abdelkader Jerbi : Sboui
- 2010-2011 : Nsibti Laaziza de Slaheddine Essid : Hassouna El Béhi

#### Téléfilms
- 2009 : Choufli Hal d'Abdelkader Jerbi : Sboui

#### Émissions
- 2009-2010 : Sofiène show : animateur[7]

### Vidéos
- 2008 : spot publicitaire pour Tunisie Télécom
- 2009 : spot publicitaire pour GlobalNet
- 2011 : spot publicitaire pour la société El Mazraa

## Théâtre
- 2005-2006 : Le Maréchal, texte de Noureddine Kasbaoui et mise en scène d'Abdelaziz Meherzi
- 2009 : Comidino[8]
- 2009-2010 : Saâdoun 28 de Mounir Ergui[9]